# 레렌
레렌(스페인어: lerén, 학명: Goeppertia allouia 고이페르티아 알로비아[*])은 물칸나과의 여러해살이풀이다. 신대륙 작물로, 남아메리카와 카리브제도에 분포하며, 원산지는 과들루프, 도미니카 연방, 마르티니크, 베네수엘라, 브라질, 세인트빈센트 그레나딘, 콜롬비아, 쿠바, 트리니다드 토바고, 페루, 푸에르토리코, 프랑스령 기아나, 히스파니올라섬이다. 학명의 종소명 allouia는 레렌의 카리브어 이름에서 유래했다.

## 역사
고고학자들은 레렌이 마란타, 호박, 박 등과 함께 선사 시대 남아메리카에서 경작되었던 최초의 식물 가운데 하나였으며, 남아메리카 북부와 중앙아메리카에서 기원전 8200~5600년 경에 재배되었다는 것을 발견했다. 레렌은 원산지가 아닌 곳에서도 발견되는데, 예를 들어 기원전 7000년 경에 반건조성 기후인 에콰도르 산타엘레나반도의  라스베가스 문화 지역에서 재배되었다고 알려져 있다. 선사시기 주민들은 경작한 레렌을 그대로 먹거나 말려서 가루 내어 먹었다. 현대에 와서는 뿌리채소로 전 세계의 열대 지역에 도입되었다.

## 사진 갤러리

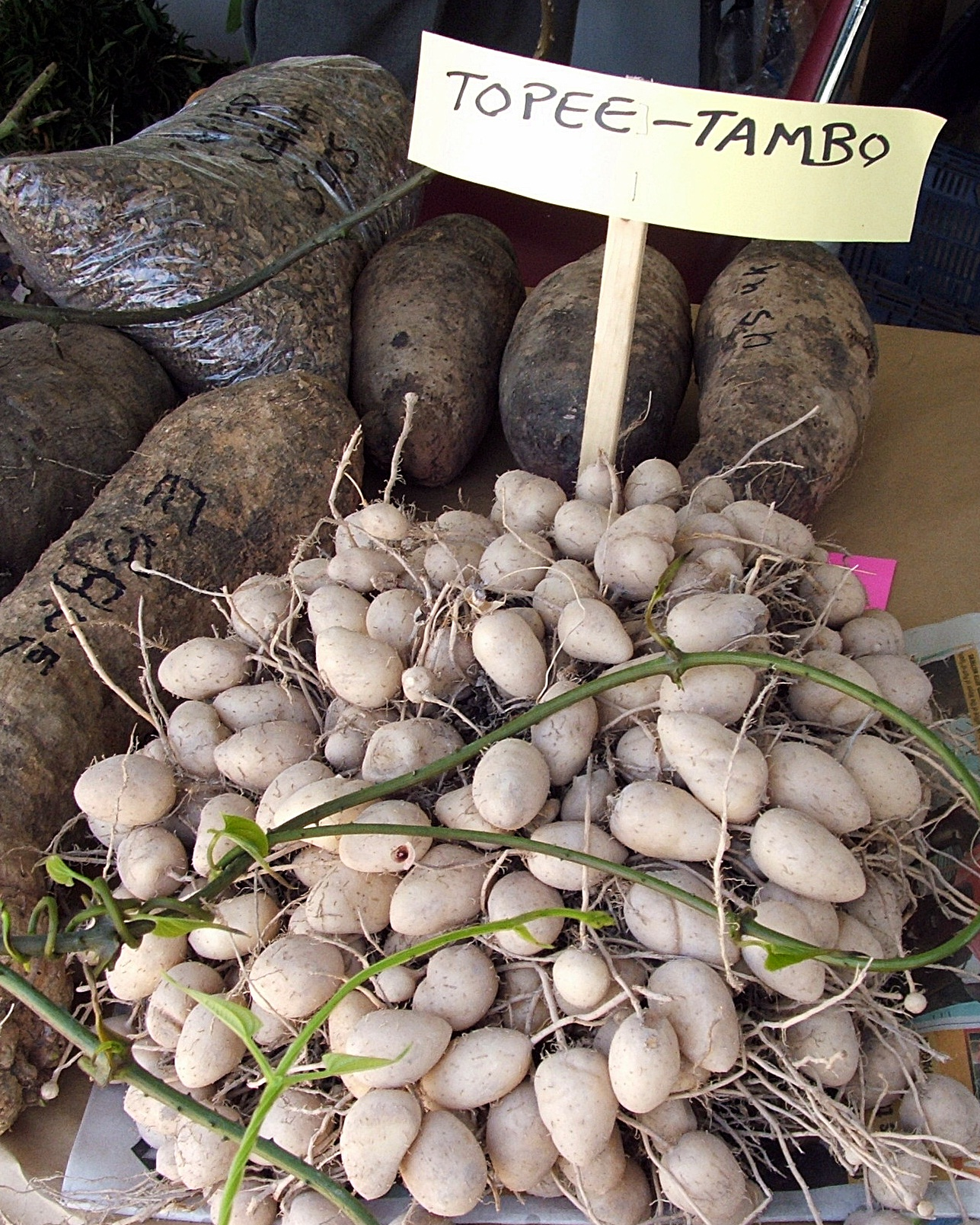
레렌